# Kaple svatého Klimenta (Hradec Králové)
Kaple svatého Klimenta se nachází na severní straně katedrály sv. Ducha v Hradci Králové u Bílé věže. Tato barokní stavba byla vybudována v letech 1714–1717 a zasvěcena hlavnímu patronu královéhradecké diecéze sv. Klementu I. Na místě dnešní kaple stával kostel svatého Klimenta, který je zmiňován již v roce 1134.
Autorství Jana Blažeje Santiniho-Aichla je nedoloženo, vyplývá ze slohové argumentace a ze Santiniho činnosti pro biskupství v Hradci Králové. Stavebníkem však byl jistě Jan Adam Vratislav z Mitrovic, biskup královéhradecký.

## Historie stavby
„Na vznik a původní podobu středověkého kostela sv. Klimenta v Hradci Králové existují v historiografii různé, mnohdy protichůdné názory. Hlavním důvodem je, že do dnešní doby se dochovalo velice málo stavebních i písemných dokladů.“ Svým založením je kaple sv. Klimenta některými kronikáři (zejména Václav Hájek z Libočan v Kronice české, vydané v roce 1541) pokládána za jeden z nejstarších kostelů nejen v Hradci Králové, ale i v Čechách. Tato teorie o stáří kostela nebyla prokázána.
Barokní kaple sv. Klimenta v Hradci Králové byla postavena na místě gotické kaple z poloviny 14. století. Z původní stavby zůstala zachována část obvodové zdi na jihovýchodě, obvodová zeď na severozápadě, fragment lomeného portálu, zazděná vysoká okna na jihovýchodním nároží, okno v prvním patře a pískovcová žebra klenby. V roce 1574 byl jihozápadní roh kaple zbořen a ke kapli byla přistavěna Bílá věž. Kaple sv. Klimenta se tak do jisté míry odlišuje od současné stavby sv. Ducha, kde se s podobnými články nesetkáváme. Spojuje je však společný typ zdiva i cihel.
Biskup Jan Adam Vratislav z Mitrovic se na podzim roku 1713 rozhodl nahradit starou gotickou kapli, jež byla ve velice špatném stavu novostavbou. Na stavbu kaple přispělo město Hradec Králové, dále Piccollominiové, Morzinové, Šternberkové, Trautmannsdorfové, Nostitzové, hradečtí jezuité a řád bosých karmelitánů. „Mezi donátory patřil v roce 1715 také papež Kliment XI., což nepochybně dokládá prestižní význam celé této akce na území diecéze.“ V roce 1716 byla dokončena hrubá stavba. První mše se konala 23. listopadu roku 1717. Kaple byla vysvěcena až 14. září roku 1721.

## Popis stavby
Pro stavbu je charakteristická podvojnost vnějšího a vnitřního půdorysu. Vnějšek je založen nad obdélníkem s okosenými rohy a plochým jednoosým rizalitem ve středu západního uličního průčelí. Západní fasáda je boční a kaple je orientována k severu, přístupná od jihu přes přízemí sousední Bílé věže. Fasáda vykazuje úsporný minimalismus užitých prostředků, rizalit je rámován kresebně pojatými, rustikovanými lisenami a osazen tříbokým frontonem, korunní římsa má sevřený profil, zřejmě částečně pozměněný při novějších opravách. Střecha kaple převádí obdélník na lehce podélně deformovaný oktogon vložením “paprsčitých“ ploch v diagonálních směrech, tedy formou připomínající střechu kaple v Mladoticích. Převýšený tambur lucerny je členěn do polí rustikovanými pilířky. Téměř celou plochu polí pak zabírají okénka, pod nápadně vysazenou drobnou korunní římsou. Až v této části vystupuje architektura kaple nad střechy okolních domů a projevuje se v siluetě města. Báňová střecha byla konstruovaná z obdélníku do podélně tvarovaného oktogonu, kde se uplatňují podélné paprsčité plochy. Štíhlý převýšený tambur odlehčují okna mezi úzkými pilířky pokrytými rustikou. Báňová stříška lucerny vrcholí pozlacenými svatopetrskými klíči a papežskou tiárou s křížem.
Vnitřní prostor kaple je založen nad půdorysem klasicky konstruovaného, hloubkově orientovaného oválu. Průběžné, lineárně profilované kladí s římsou nápadně strmé skladby je vynášeno sdruženými jónskými pilastry, členícími stěnu do osmi polí. Pole na hlavních osách jsou probrána půloválně zaklenutými výklenky, pole na diagonálách výklenky s přímými překlady na spodní hraně architrávu. Prostor je zaklenut kupolí nad oválem s půdorysně oválnou lucernou ve vrcholu.
Autor kaple se zde musel vyrovnávat se složitými podmínkami. Byl determinován velikostí staveniště, jež vzniklo na místě zbořené gotické kaple a zůstalo stále sevřeno původní zástavbou - Bílou věží, radnicí a okolními městskými domy. Architekt zde zvolil oválný půdorys zakomponovaný do obdélníka s okosenými rohy a vystupujícími rizality na třech stranách. Ze starší svatyně převzal severojižní orientaci sakrálního prostoru. Jediné průčelí, které se pohledově uplatňovalo, se nachází na západní straně do ulice Rokitanského, další dvě - severní a východní zůstala zcela nebo zčásti uzavřena starší výstavbou.

## Santiniho autorství
Biskup Jan Adam Vratislav z Mitrovic si k realizaci svých záměrů si vybral (nejspíše) pražského architekta Jana Blažeje Santiniho-Aichla. Santiniho tvorbu můžeme doložit i na jiných stavbách podporovaných biskupem Janem Adamem Vratislavem z Mitrovic (například zadní křídlo biskupské rezidence v Hradci Králové (1715–1719), kostel Nejsvětější Trojice v Chrasti (před rokem 1717), kostel sv. Martina v Chrašisích (před rokem 1720)). V některých případech sloužil biskup jako významný zprostředkovatel (např. kostel sv. Antonína Poustevníka na Slezském předměstí (kolem roku 1719), architektura morového sloupu na náměstí z roku (1714).
V případě kaple sv. Klimenta nemáme Saniniho autorství přímo pramenně doloženo. Tento názor vychází ze Santiniho „činnosti pro biskupství v Hradci Králové a také z celkového velkorysého rozvrhu a kvality architektury, jež patří nepochybně k nejvýznamnějším dílům Jana Blažeje Santiniho v Hradci Králové, ale jistě také i vrcholného baroka ve městě.“
Architekt použil na stavbě jednoduché architektonické prostředky. Výraznější plasticita se objevuje pouze na profilované korunní římse a v tympanonu na rizalitech. Stavbu završuje kupole, klenutá nad oválem zakončená oválnou lucernou vysokou 21 m.
Vedle zmíněného tvarového minimalismu je na vnějšku stavby rysem svědčícím pro Santiniho autorství nápadité řešení lucerny báňové střechy. Připsání stavby Santinimu jednoznačně formuloval až Ivo Kořán, podložil je přesvědčivými slohovými argumenty se zajímavými postřehy o proporcích. Podvojnost vnějšího a vnitřního půdorysu i strohý a nedekorativní linearismus tvarů a velkorysý celkový rozvrh svědčí pro Santiniho autorství stavby.

## Zasvěcení
Zasvěcení staveb sv. Klimentu probíhalo zejména v raném středověku (např. Levý Hradec, Litomyšl, Stará Boleslav, Kouřim, Vyšehrad a jiné). Patrocinium sv. Klimenta v 9. a 10. stol. je spojováno také s působením misií Konstantina a Metoděje. Se zasvěcením sv. Klimentu se setkáváme znovu ve 14. století, v době lucemburské.
Sv. Kliment (také Klement, Klemens I. Romanus), jehož doba působení se klade do let 92 – 101, byl třetím nástupcem sv. Petra na papežském stolci. Zemřel mučednickou smrtí tím, že byl s kotvou upevněnou na krku vhozen do moře poté, co nepřestal hlásat křesťanství, ani když jej císař Traján vyslal na Chersónes (Krym) na práci v lomech. Jeho tělo bylo důstojně pohřbeno místními křesťany a dle legendy jej přinesli Konstantin a Metoděj z Krymu na Velkou Moravu a do Říma. Dle jiné legendy byl popraven v Římě a jeho ostatky přeneseny do S. Clemente.
„Snad právě jako odraz stoupající úcty ke světci zvolil tehdejší biskup Jan Adam Vratislav z Mitrovic v době morové epidemie v roce 1713 sv. Klimenta za patrona proti moru. Ke cti tohoto světce zavedl biskup exercicie právě v morovém roce.“ Biskup Jan Vratislav z Mitrovic získal v roce 1737 pro katedrálu sv. Ducha v Hradci Králové od papeže Klimenta XII. vzácný dar – a to ostatky (tělo) sv. Klimenta s dokládající listinou papeže Klimenta XII.